# Щучья (приток Сулы)
Щу́чья — река в Ненецком автономном округе, левый приток реки Сулы; является её первым относительно крупным притоком.
Длина 82 км. Берёт начало на восточном склоне хребта Чайцынский Камень в системе Тиманского кряжа. Русло Щучьей довольно извилистое, весьма часто меняет направление. Протекает по ненаселённой тундре, в слегка заболоченных берегах; в низовье входит в зону лесотундры. Крупных притоков не имеет.

## Данные водного реестра
По данным государственного водного реестра России относится к Двинско-Печорскому бассейновому округу, водохозяйственный участок реки — Печора от водомерного поста Усть-Цильма до устья, речной подбассейн реки — бассейны притоков Печоры ниже впадения Усы. Речной бассейн реки — Печора.
Код объекта в государственном водном реестре — 03050300212103000082998.